# آری برینجولفسون
آری برینیولفسون (ایسلندی: Ari Brynjolfsson؛ زاده ۱۰ مارس ۱۹۲۷ درگذشته ۲۰۱۳ (۸۵−۸۶ سال)) فیزیک‌دان ایسلندی بود.